# Мачкунд
Мачкунд (в долното течение Силеру) (на английски: Machkund River, Sileru River) е река в Източна Индия, в щатите Андхра Прадеш, Одиша и Телангана, ляв приток на Сабари (ляв приток на Годавари, от басейна на Бенгалския залив на Индийския океан). Дължина 249 km. Река Мачкунд води началото си на 1123 m н.в., от западните склонове на планината Източни Гхати, в щата Андхра Прадеш. По цялото си протежение тече по източната периферия на Деканското плато, в горното течение на север, а в средното и долното – на югозапад. Влива се отляво в река Сабари (ляв приток на Годавари), на 32 m н.в. В горното ѝ течение са величествените водопади Дудума (височина 164 m). Там е изграден и големия хидровъзел Дудума, с 2 преградни стени, язовир и ВЕЦ с мощност 120 Мвт..